# Motomami
Motomami is het derde studioalbum van de Spaanse singer-songwriter Rosalía. Het werd op 18 maart 2022 uitgebracht door Columbia Records. De Canadese zanger The Weeknd en de Dominicaanse rapper Tokischa werkten mee aan het conceptalbum, dat door Rosalía werd gepresenteerd als haar "meest persoonlijke en bekentenisvolle album tot nu toe".
Nog voor het uitkomen van het album verschenen er ter promotie en ter aankondiging al vier singles, te weten 'La Fama', 'Saoko', 'Chicken Teriyaki' en 'Hentai'. De vijfde single 'Candy' verscheen samen met het album. Op dat moment was 'La Fama' al 135 miljoen keer gestreamd op Spotify. Het nummer bereikte de nummer 1-positie in Spanje en bleef steken op de tweede plek van de Amerikaanse Hot Latin Songs-hitlijst. Het werd haar achtste nummer 1-hit in haar thuisland.

## Achtergrond
De opnames van Motomami begonnen al in 2019 in Los Angeles. Na het verschijnen van haar vorige album El Mal Querer bracht Rosalía diverse losse succesvolle singles uit die uiteindelijk geen onderdeel zouden zijn van een album. De hit-singles 'Con Altura' (met J Balvin en El Guincho), 'Yo x Ti, Tu x Mi' (met Ozuna) en 'TKN' (met Travis Scott) zijn daar met respectievelijk meer dan 600, 400 en 350 miljoen streams goede voorbeelden van. Toen het Nederlandse platform 3voor12 via een Zoom-persconferentie vroeg naar een mogelijke compilatie of boxset, maakte Rosalía kenbaar niets voor dat idee te voelen. Ze voegde eraan toe dat ze "als muzikant de verantwoordelijkheid voelt om een samenhangend album uit te brengen, een die logisch is". Ze was immers al bezig met haar nieuwe conceptalbum, waarmee ze een verhaal wil vertellen. Hierdoor haalde ook de single 'Lo Vas a Olvidar', een duet met Billie Eilish dat voor de televisieserie Euphoria werd opgenomen, het album niet.
In de zomer van 2021 onthulde Rosalía dat de opnames van het nieuwe album zo goed als afgerond waren. Later dat jaar gaf ze toe door moeilijke tijden te gaan in verband met deadlines: het opnameproces duurde twee jaar, de mixfase nam negen maanden in beslag. Daarnaast had ze door de COVID-19-pandemie regelmatig last van een schrijversblok.

## Concept
In eerste plaats is Motomami een mix van experimentele pop- en alternatieve reggaeton. De teksten gaan over transformatie, seksualiteit, liefdesverdriet, viering, spiritualiteit, zelfrespect en isolement. Muzikaal liet ze zich inspireren door de Spaanstalige muziek uit haar jeugd: van flamenco en bachata tot hiphop en reggaeton. Het zijn allemaal stijlen die terug te horen zijn op Motomami. Rosalía schreef aan alle nummers mee en was tevens nauw betrokken bij de productie ervan.
Het album is opgedeeld in twee delen. Moto is het goddelijke, experimentele en sterkste deel van het album, terwijl Mami het oprechte, persoonlijke, belijdende en kwetsbare deel is. Rosalía noemde het een "emotionele reis van de ups en downs die een artiest kan maken". Ook sprak ze de hoop uit dat het een "feministisch tegenwicht biedt tegen vrouwenhaat in de muziek".
Rosalía koos ervoor om het album Motomami te noemen ter ere van haar moeder, die een bedrijf met dezelfde naam runt.

## Tracklist
1. Saoko
2. Candy
3. La fama (met The Weeknd)
4. Bulerías
5. Chicken Teriyaki
6. Hentai
7. Bizcochito
8. G3 N15
9. Motomami
10. Diablo
11. Delirio de grandeza
12. CUUUUUuuuuute
13. Como un G
14. Abcdefg
15. La Combi Versace (met Tokischa)
16. Sakura

De heruitgave bevat onder meer de hitsingle 'Despechá', die in verschillende landen de top 10 behaalde.